# 亚门
亞門（英文：动物的亚门为 subphylum，植物和真菌的亚门为 subdivision）是生物分类法中的一个次要分类阶元，一般位于门和纲之间，但有时亚门和纲之间还会增设下门、总纲等次要阶元。
在植物和藻类中，亞門的拉丁學名詞尾為 -phytina，真菌中為 -mycotina，動物的亞門則無固定詞尾。